# Fanteria (marcia)
Fanteria è una marcia militare dell'Esercito Italiano, composta da Amleto Lacerenza, maestro della Banda dell'Esercito Italiano dalla sua fondazione, avvenuta il 1º febbraio 1964, al 1972.
È una marcia in tempo di 6/8, che segue la canonica struttura AA-BB-CC (con ripresa di A e B per finire) tipicamente italiana, con la particolarità che manca dell'introduzione, che è sostituita dallo stesso motivo iniziale "A".
A causa delle sue rare esecuzioni, è poco conosciuta, tanto da essere spesso confusa con Parata d'Eroi di Francesco Pellegrino o con 4 Maggio di Fulvio Creux.